# Cladonia andesita
Cladonia andesita Vain. (1899) è una specie di lichene appartenente al genere Cladonia,  dell'ordine Lecanorales.
Il nome proprio deriva dalle Ande, la catena montuosa dove è più diffusa e dal latino situs, che significa collocato, situato, posto, ad indicarne la provenienza.

## Caratteristiche fisiche
Il fotobionte è principalmente un'alga verde delle Trentepohlia.
La riproduzione è sessuale, per mezzo di spore. Questa specie, alta da 5 a 10 centimetri, ha la superficie del podezio con i bordi fragili, almeno sulla parte bassa dei margini degli scyphy, tipo di gambo a forma di cupola del podezio stesso.

## Habitat
Diffuso nelle foreste neotropicali, su suolo, dove forma colonie poco dense, senza ramificazioni.

## Località di ritrovamento
La specie è stata rinvenuta nelle seguenti località:
- Colombia, a Cundinamarca, nei pressi di Bogotà.
- Costa Rica, a Cartago, sulle pendici del vulcano Turrialba; e a San José, sul Cerro Vueltas, a sul Cerro Chirripó, ad oltre 3000 metri di altitudine.[3]
- Kenya, Panama, Perù, Uganda, Venezuela.

## Tassonomia
Questa specie appartiene alla sezione Cladonia; a tutto il 2008 non sono state identificate forme, sottospecie e varietà.